# Chiesa di San Nicolao (Tassarolo)
La chiesa di San Nicolao è la parrocchiale di Tassarolo, in provincia e diocesi di Alessandria; fa parte della zona pastorale dei Fiumi.

## Storia
La prima citazione di un luogo di culto a Tassarolo risale al 1143 ed è contenuta in un atto in cui si ricorda che papa Innocenzo II le concesse in quell'anno la libertas romana.  Nel XVII secolo la chiesa fu riedificata posta a lato dell'antico camposanto; di questa struttura sopravvive ancora un corpo di fabbrica. 
La nuova parrocchiale venne costruita nell'Ottocento, come si apprende da una nota scritta sul  Registro dello Stato Patrimoniale nel 1930 da don Rocco Bozzola; essa fu poi interessata nel 1910 da un rifacimento della facciata.
Negli anni settanta, in ossequio alle norme postconciliari, si provvide ad aggiungere l'ambone e l'altare rivolto verso l'assemblea; la chiesa, danneggiata durante l'evento sismico del 2003, venne restaurata tra il 2007 e il 2009.

## Descrizione

### Esterno
La facciata della chiesa, rivolta a settentrione, è suddivisa da una cornice marcapiano in due registri; quello inferiore, tripartito da quattro lesene tuscaniche sorreggenti la trabeazione recante la scritta "Sancte Nicolae protege nos", presenta al centro il portale d'ingresso, mentre quello superiore è scandito da due lesene, caratterizzato da una raffigurazione del santo titolare e coronato dal frontone triangolare, che è affiancato da due volute.

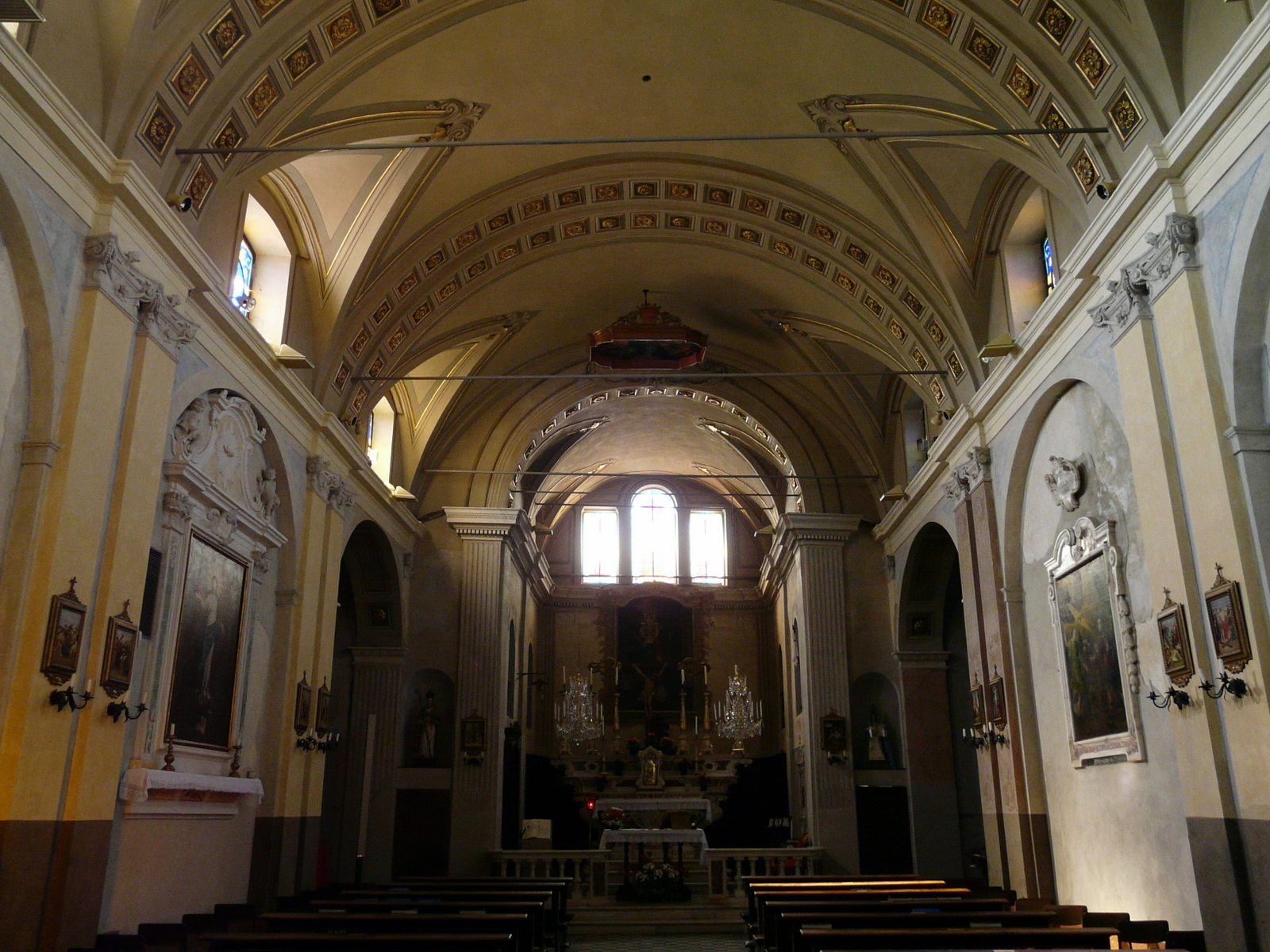
L'interno

Annesso alla parrocchiale è il campanile a base quadrata, la cui cella presenta su ogni lato una monofora ed è coperta dal tetto a quattro falde, sormontato da una lanternetta.

### Interno
L'interno dell'edificio si compone di un'unica navata, sulla quale si affacciano i modesti sfondamenti con gli altari minori e i bracci del transetto e le cui pareti sono scandite da lesene binate sorreggenti il cornicione aggettante sopra il quale si imposta la volta a botte; al termine dell'aula si sviluppa il presbiterio, rialzato di alcuni gradini, delimitato da balaustre e chiuso dalla parete di fondo piatta.